# Calcio agli Island Games 1989
Il torneo di calcio agli Island Games 1989, che si svolsero nelle Fær Øer, fu la prima edizione della competizione. I 5 incontri si svolsero tra il 6 ed il 12 luglio 1989 e videro la vittoria finale delle Fær Øer, unico team associato alla FIFA che partecipava alla competizione, dopo essersi iscritto ad essa nel 1988, che conquistarono il loro primo titolo.

## Formato
Le 5 selezioni si affrontarono in un girone all'italiana con gare di sola andata. Il piazzamento alla fine del girone determinava il podio del torneo.

## Partecipanti
- Anglesey
- Groenlandia
- Isole Åland
- Fær Øer
- Isole Shetland

## Competizione
| Squadra        | P.ti | G | V | P | S | GF | GS | DR  |
| -------------- | ---- | - | - | - | - | -- | -- | --- |
| Fær Øer        | 8    | 4 | 4 | 0 | 0 | 20 | 1  | +19 |
| Anglesey       | 6    | 4 | 3 | 0 | 1 | 9  | 10 | -1  |
| Isole Åland    | 4    | 4 | 2 | 0 | 2 | 10 | 12 | -2  |
| Groenlandia    | 2    | 4 | 1 | 0 | 3 | 4  | 8  | -4  |
| Isole Shetland | 0    | 4 | 0 | 0 | 4 | 1  | 13 | -12 |

| Gøtu 6 luglio 1989                                            | Fær Øer   | 6 – 0 | Anglesey |  |
| \| \| \| \| \| Magnussen Jarnskor Reynheim \| Marcatori \| \| |           |       |          |  |
|                                                               |           |       |          |  |
| Magnussen Jarnskor Reynheim                                   | Marcatori |       |          |  |

| Vágur 6 luglio 1989 | Groenlandia | 4 – 1 | Isole Shetland |  |

| Tórshavn 8 luglio 1989                                                | Fær Øer   | 4 – 0 | Isole Shetland |  |
| \| \| \| \| \| Mørkøre Rasmussen Magnussen Nielsen \| Marcatori \| \| |           |       |                |  |
|                                                                       |           |       |                |  |
| Mørkøre Rasmussen Magnussen Nielsen                                   | Marcatori |       |                |  |

| Sandavágur 8 luglio 1989                                                              | Isole Åland | 4 – 5                   | Anglesey |  |
| \| \| \| \| \| Börman ? Danielsson Fonsell \| Marcatori \| Gray Welsh Roberts Owen \| |             |                         |          |  |
|                                                                                       |             |                         |          |  |
| Börman ? Danielsson Fonsell                                                           | Marcatori   | Gray Welsh Roberts Owen |          |  |

| Fuglafjørður 9 luglio 1989                  | Fær Øer   | 3 – 0 | Groenlandia |  |
| \| \| \| \| \| Rasmussen \| Marcatori \| \| |           |       |             |  |
|                                             |           |       |             |  |
| Rasmussen                                   | Marcatori |       |             |  |

| Klaksvík 9 luglio 1989                           | Isole Åland | 2 – 0 | Isole Shetland |  |
| \| \| \| \| \| Mattson Nylund \| Marcatori \| \| |             |       |                |  |
|                                                  |             |       |                |  |
| Mattson Nylund                                   | Marcatori   |       |                |  |

| Sandur 11 luglio 1989 | Isole Åland | 3 – 0 | Groenlandia |  |

| Leirvík 11 luglio 1989                                          | Anglesey  | 3 – 0 | Isole Shetland |  |
| \| \| \| \| \| Gray Roberts Malcolmson aut.’ \| Marcatori \| \| |           |       |                |  |
|                                                                 |           |       |                |  |
| Gray Roberts Malcolmson aut.’                                   | Marcatori |       |                |  |

| Tórshavn 12 luglio 1989                                 | Fær Øer   | 7 – 1 | Isole Åland |  |
| \| \| \| \| \| Magnussen Danielson \| Marcatori \| ? \| |           |       |             |  |
|                                                         |           |       |             |  |
| Magnussen Danielson                                     | Marcatori | ?     |             |  |

| Klaksvík 12 luglio 1989 | Anglesey | 1 – 0 | Groenlandia |  |

## Campione
Fær Øer
(Primo titolo)

### Podio
| Oro     | Argento  | Bronzo      |
| Fær Øer | Anglesey | Isole Åland |

### Classifica finale
| Pos | Paese          | Medaglia |
| --- | -------------- | -------- |
| 1   | Fær Øer        | Oro      |
| 2   | Anglesey       | Argento  |
| 3   | Isole Åland    | Bronzo   |
| 4   | Groenlandia    |          |
| 5   | Isole Shetland |          |